# Grenzen Südafrikas

Südafrika

Die Grenzen Südafrikas sind etwa 9.000 Kilometer lang, davon 5.000 Kilometer Landgrenze.

## Geographie
Das Land hat fünf Nachbarstaaten: Namibia mit etwa 970 km, Botswana mit etwa 1.840 km, Simbabwe mit etwa 250 km, Mosambik mit etwa 490 km, unterbrochen durch die Grenze mit Eswatini mit etwa 430 km, sowie dem gänzlich umschlossenen Lesotho mit etwa 1.100 km. Grob genauso lang wie die Land-Außengrenzen ist aber die internationale Seegrenze der Hoheitsgewässer bei einer Küstenlinie von ungefähr 2.800 km zur Hochsee des Südatlantiks und Indischen Ozeans.
Die Landgrenze folgt teils natürlichen orographischen Formen, insbesondere dem Oranje im Nordwesten zu Namibia, den Trockenflüssen Molopo und Nossob im Norden zu Botswana, und dem oberen Limpopo im Nordosten zu Botswana und Simbabwe, sowie einige Flüsse und Wasserscheiden in den Drakensbergen zu Lesotho, teils sind sie willkürlich bestimmt, insbesondere geradlinig der 20. Längengrad zwischen Oranje und Nossob zu Namibia, im Raum Gaborone zu Botswana und im Osten zu Mosambik.

## Geschichte

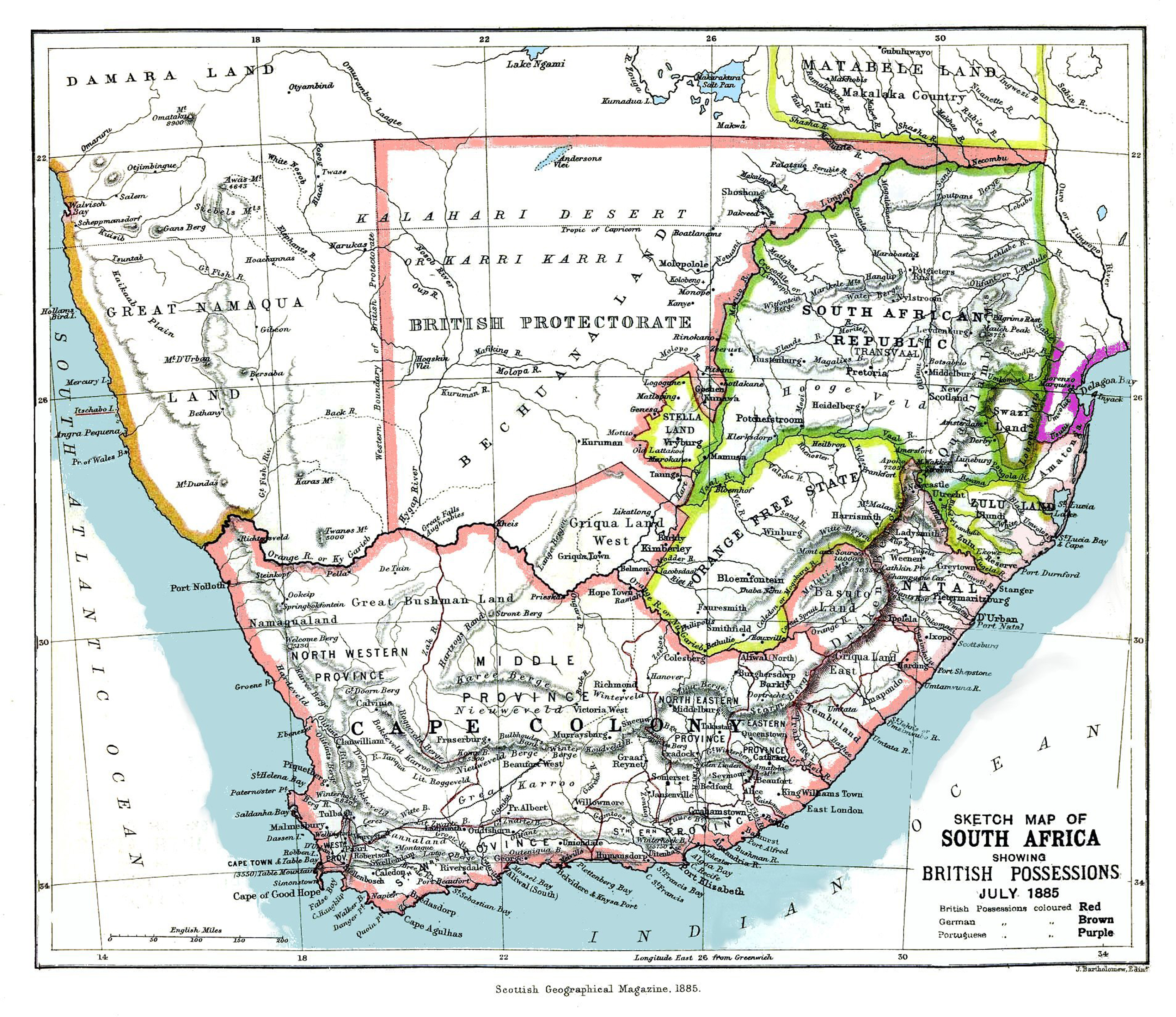
Das südliche Afrika um 1885

Die Grenzen der ehemaligen niederländischen, dann britischen Kolonie sind großteils im Zeitalter des Kolonialismus im europäischen Wettlauf um Afrika entstanden. Im Nordosten folgen sie den Grenzen der ehemaligen Burenrepubliken zur portugiesischen Kolonie Moçambique. Namibia ist das ehemalige Deutsch-Südwestafrika des Deutschen Reichs, dessen Grenzen 1890 vertraglich fixiert wurden. Die Nordgrenze ist eine alte Territorialgrenze der Batswana, das als Betschuanaland 1885 britisches Protektorat wurde, Lesotho war das Gebiet der Basotho, aus dem 1868 die Kolonie Basutoland wurde, das Reich der Swasi wurde 1907 Protektorat.
Die heutigen Grenzen wurden erst in den Zeiten der Unabhängigkeiten in der 2. Hälfte des 20. Jahrhunderts völkerrechtlich verbindlich, teils erst mit dem Ende der Apartheid 1990 in Südafrika.
Eine Besonderheit der Grenze ist, dass internationale Naturschutzgebiete entstanden sind, der Kgalagadi-Transfrontier-Nationalpark (Nationalparks Gemsbok und Kalahari Gemsbok) 1999 und der Great Limpopo Transfrontier Park (Nationalparks Krüger, Gonarezhou und Limpopo) 2001, mit zusammen über 400 km Staatsgrenze.

## Grenzverkehr
Die Grenzübergänge finden sich in den Artikeln zu den einzelnen Grenzen aufgelistet (dem Grenzverlauf von Norden im Uhrzeigersinn folgend):
- Namibia
- Botswana
- Simbabwe
- Mosambik (1. Abschnitt)
- Eswatini
- Mosambik (2. Abschnitt)

sowie:
- Lesotho